# Непряхин (посёлок)
Непряхин — посёлок в Озинском районе Саратовской области, в составе городского поселения Озинское муниципальное образование. Первоначально известно как хутор Дворянчиков
Посёлок расположен на реке Большая Чалыкла, примерно в 9 км по прямой севернее районного центра посёлка Озинки (9,4 км по автодорогам).
Население - 545 (2010)

## История
Хутор Дворянчиков упоминается в Списке населённых мест Российской империи, по сведениям 1859 года. Хутор относился к Новоузенскому уезду Самарской губернии. После крестьянской реформы отнесён к Натальинской волости. Согласно Списку населенных мест Самарской губернии, по сведениям 1889 года, на хуторе Непряхин (он же Дворянчиков) проживало 135 жителей. 
Согласно Списку населённых мест Самарской губернии 1910 года на хуторе проживало 81 мужчина и 90 женщин.
В 1919 году в составе Новоузенского уезда село включено в состав Саратовской губернии.

## Население
Динамика численности населения по годам:
| Годы      | 1859 | 1889 | 1910 | 2002 |
| --------- | ---- | ---- | ---- | ---- |
| Население | 38   | 135  | 171  | 656  |

| 2002 | 2010 |
| ---- | ---- |
| 653  | ↘545 |